# Cantone di Saint-Ambroix
Il Cantone di Saint-Ambroix era una divisione amministrativa dell'arrondissement di Alès.
A seguito della riforma approvata con decreto del 24 febbraio 2014, che ha avuto attuazione dopo le elezioni dipartimentali del 2015, è stato soppresso.

## Composizione
Comprendeva i comuni di:
- Allègre-les-Fumades
- Bouquet
- Courry
- Les Mages
- Le Martinet
- Meyrannes
- Molières-sur-Cèze
- Navacelles
- Potelières
- Saint-Ambroix
- Saint-Brès
- Saint-Denis
- Saint-Florent-sur-Auzonnet
- Saint-Jean-de-Valériscle
- Saint-Julien-de-Cassagnas
- Saint-Victor-de-Malcap